# DVB-C2
| Lista de Estándares DVB |
| Familia DVB (Europa) |
| --- |
| |
| DVB-S (Satélite) - DVB-S2 DVB-T (Terrestre) - DVB-T2 DVB-C (Cable) - DVB-C2 DVB-H (Dispositivos Móviles) - DVB-SH (Terrestre/Satélite) |
| |
| Familia ATSC (EUA) |
| |
| ATSC (Terrestre/Cable) ATSC-M/H ( Dispositivos Móviles)                                                                                |
| |
| Familia ISDB (Japón/Brasil) |
| |
| ISDB-S (Satèl·lit) ISDB-T (Terrestre) - One_Seg (Dispositius Mòbils) ISDB-C (Cable) SBTVD/ISDB-Tb (Brasil)                             |
| |
| Familia DVB China |
| |
| DMB-T/H (Terrestre/Móvil) ADTB-T (Terrestre) CMMB (Dispositivos Móviles) DMB-T (Terrestre)                                             |
| |
| Familia DMB (Corea) |
| |
| T-DMB (Terrestre) S-DMB (Satélite) |
| |
| MediaFLO |
| |
| Codecs |
| Video - MPEG-2 - H.264/MPEG-4AVC Audio - MP3 - AC-3 - AAC - HE-AAC                                                                     |
| |
| Bandas de frecuencia |
| |
| VHF |
| UHF |
| SHF |

DVB-C2 (Digital Video Broadcasting - Cable) es el estándar de segunda generación de transmisión de televisión digital por cable desarrollado por el estándar DVB. Utiliza las últimas técnicas de modulación y codificación para permitir un uso altamente eficiente de las redes de cable en las que hasta ahora, en muchos casos, la capacidad de transmisión de datos se estaba utilizando a su límite. DVB-C2 se utilizará inicialmente para la prestación de nuevos servicios innovadores, como el vídeo bajo demanda (VOD) y televisión de alta definición (HDTV), ayudando a los operadores digitales para seguir siendo competitivos y también para satisfacer las necesidades de retransmisión, en la larga migración de los actuales servicios de DVB-C en DVB-C2.

## Historia
DVB-C fue publicado por primera vez por el ETSI en diciembre de 1994, convirtiéndose después en el sistema de transporte más utilizado para la televisión digital por cable. La norma está implementada en todo el mundo en los sistemas que van desde las redes de televisión por cable más grandes (CATV) hasta los sistemas de antena de TV vía satélite más pequeños (SMATV).
Una serie de factores se han combinado para crear la demanda de DVB para crear un estándar de transmisión por cable de segunda generación, como ha sido el caso del DVB-S2 y del DVB-T2 para la transmisión por satélite y terrestre:
- Muchas de las redes de televisión por cable ya están a plena capacidad.

- Los operadores con penetración digital alta necesitan flexibilidad para mantener su oferta competitiva.

- Las redes de televisión por cable que retransmiten contenidos de otras redes, por ejemplo, satélite, deben seguir el ritmo de su evolución.

- Se necesitan nuevas herramientas para hacer frente tanto a clientes particulares como a empresas, particularmente en contenidos IP.

- Las mejoras de rendimiento, por ejemplo el tiempo de zapping, son necesarios para aumentar la penetración digital en algunos mercados.

Al igual que todos los estándares DVB, la especificación se basa en una serie de requisitos comerciales. Los requisitos clave incluyen un aumento de la capacidad (al menos de un 30%), el apoyo de los diferentes protocolos de entrada, y la mejora en el rendimiento de errores. DVB-C2 reutiliza algunos de los bloques de construcción de otros sistemas DVB de segunda generación.
El nuevo estándar no estaba obligado a ser compatible con el DVB-C, aunque los receptores DVB-C2 serán capaces de manejar también los servicios de DVB-C.
El 18 de febrero de 2008 se anunció que el DVB-C2 se desarrollaría durante el año 2008.
Las especificaciones finales del DVB-C2 (DVB BlueBook A138) fueron aprobadas por los directivos de DVB en abril de 2009 y publicadas en abril de 2010. En el mismo mes, se publicó el Documento de Directrices de Implantación (DVB BlueBook A147) y la Universidad Técnica de Braunschweig realizó la primera transmisión en directo de DVB-C2, que cumplió las expectativas de rendimiento esperadas.
Los primeros sintonizadores de DVB-C2, se esperan para mediados del 2011.

## Comparación con el sistema DVB-C
Al igual que su predecesor, el DVB-C2 ofrece una amplia gama de modos y opciones que pueden ser optimizadas para las diferentes características de las redes y las exigencias de los diferentes servicios previstos entregados a los clientes del cable.

### Tabla comparativa entre el sistema DVB-C y el sistema DVB-C2
|                        | DVB-C                                | DVB-C2                                                         |
| ---------------------- | ------------------------------------ | -------------------------------------------------------------- |
| Interfaz de entrada    | Single Transport Stream (TS)         | Multiple Transport Stream i Generic Stream Encapsulation (GSE) |
| Modos                  | Codificación y Modulación constantes | Codificación y Modulación constantes y adaptativas             |
| FEC                    | Reed Solomon (RS)                    | LDPC + BCH                                                     |
| Dispersor              | Dispersión por bit                   | Dispersión por tiempo de bit y por frecuencia                  |
| Modulación             | QAM de una sola portadora            | CODFM                                                          |
| Pilotos                | NO                                   | Scattered i Continual Pilots                                   |
| Intervalo de guarda    | NO                                   | 1/64 o 1/128                                                   |
| Esquemas de modulación | 16 a 256-QAM                         | 16 a 4096-QAM                                                  |

Las técnicas de codificación y de modulación ofrecen una eficiencia espectral superior al 30% en las mismas condiciones que las implementaciones DVB-C de hoy. Tras el apagón analógico el aumento de la capacidad de ejecución será superior al 60% para las redes HFC optimizadas.

## Descripción del sistema DVB-C2
El modelo del sistema genérico C2 está representado en la figura 1. La entrada del sistema (s) pueden ser una o más MPEG-2 Transport Stream(s) y / o uno o más Generic Stream(s). La entrada del preprocesador, que no forma parte del sistema C2, puede incluir un separador de servicios o un demultiplexor de Transport Streams (TS) de cara a separar los servicios en el sistema C2, que son uno o más flujos de datos lógicas. Posteriormente, estos son transportados en los diferentes tubos de la capa física (PLPs - Phisycal Layer Pipes).
La salida del sistema es una señal que será transmitida a un canal de RF.

## Arquitectura del sistema

### Pre-procesamiento de entrada
Creación de las PLPs: Transport Stream (TS), Generic Stream Encapsulation (GSE), Generic Continuous Stream (GCS), o Generic Fixed-length Packetized Stream (GFPS).

### Procesamiento de entrada

#### Adaptación de modo
Los módulos de adaptación de modo, que operan por separado en el contenido de cada PLP, cortan el flujo de datos de entrada en los campos de datos que, tras la adaptación corriente, formarán los cuadros de banda base (BBFrame).
El módulo de adaptación de modo comprende la interfaz de entrada, seguido por tres subsistemas opcionales (el sincronizador del flujo de entrada, la unidad de eliminación de paquetes nulos y el codificador CRC-8) y luego termina cortando el flujo de datos de entrada en los campos de datos e insertando la cabecera de la banda base (BBHeader) al inicio de cada campo de datos.

#### Adaptación de corriente
La adaptación de corriente proporciona:
- Programación: El programador deberá decidir, junto con el constructor de los Data Slice, qué Fecha Slice del sistema C2 final llevarán datos y por qué PLP.
- Padding: El Padding puede ser aplicado en circunstancias en las que los datos de usuario disponibles para la transmisión no sean suficientes para completar un BBFrame.
- BB Scrambling: Se aplica un aleatoritzador o scrambler en el BBFrame.

### Bit Interleaved Coding &  Modulation

#### Codificafor FEC
A cada BBFrame se le aplica una codificación Forward Error Correction (FEC), quedando a la salida del codificador frames corregidos. Dentro del codificador se realiza un codificación interna con códigos BCH, y una externa con Low Density Parity Checks (LDPC). Finalmente, la salida del LDPC, pasará por un dispersor de bit (interleaver).

#### Asignación de los bits a una constelación
Cada corriente de bits a la salida del interleaver, es demultiplexada en N sub-corrientes. El número de sub-corrientes dependerá de la modulación utilizada (QPSK, 16QAM, 64QAM, 256QAM, 1024QAM, 4096QAM).
Estos sub-corrientes se dividen en 2 celdas de palabras paralelas que serán moduladas utilizando las constelaciones.

### Generación de Data Slice Packets
Las celdas complejas de uno o dos FECFrames forman un Data Slice Packet.
Los Data Slice Packets para Fecha Slice de tipo 1 solamente transmiten los datos FECFrame y se basan en un puntero en la señalización del nivel 1, parte 2, para detectar su inicio.
Los Data Slice Packs para Fecha Slice de tipo 2 llevan una cabecera FECFrame que permite la sincronización a Fecha Slice Packets sin ninguna información adicional.

### Frame Builder
La función del Frame Builder es la de montar las celdas de los símbolos preámbulo y las celdas producidas por cada uno de los Data Slice en matrices de celdas OFDM activas.
El Frame Builder opera de acuerdo con la información dinámica producida por el programador y la configuración de la estructura de frame.

### Generación de la OFDM
La función del módulo de generación de la OFDM es la de coger las celdas producidas por Frame Builder y transformarlas al dominio frecuencial.